# Attentato di Adora
L'attentato di Adora del 2002 fu un attacco terroristico contro i residenti dell'insediamento israeliano di Adora da parte di due militanti palestinesi, che entrarono nella comunità il 27 aprile 2002, e spararono alle persone nelle loro case e nelle strade. Nell'attacco, poi rivendicato dalla formazione comunista del Fronte Popolare per la Liberazione della Palestina, quattro civili, tra cui una bambina di 5 anni, furono uccisi e sette rimasero feriti.
Adora si trova nei monti della Giudea, nel sud della Cisgiordania, a nord-ovest di Hebron.

## Contesto
L'attentato avvenne durante la Seconda intifada, dopo il mese di marzo 2002 in cui i militanti palestinesi avevano commesso almeno 12 attacchi terroristici con morti contro i civili israeliani. Avvenne diversi giorni dopo che le forze israeliane uccisero il militante palestinese Marwan Zalloum, un leader delle Brigate dei Martiri di al-Aqsa. Il Fronte Popolare per la Liberazione della Palestina rivendicò l'attacco.

## L'attentato
L'attentato avvenne la mattina del sabato ebraico. Molti degli abitanti di Adora stavano assistendo alle preghiere del sabato nella sinagoga quando iniziò l'attacco.
I due aggressori entrarono nell'insediamento tagliando la recinzione di sicurezza, ma nessun allarme venne attivato poiché la recinzione non era elettrificata. Gli aggressori indossavano uniformi dell'IDF e giubbotti antiproiettile neri per confondere i soccorritori. Erano armati con un M-17 e un Kalashnikov. L'elemento sorpresa permise agli aggressori di rimanere nell'insediamento per circa 15 minuti.
Poco dopo le 9:00 uno degli aggressori entrò nella casa della famiglia Shefi e iniziò a cercare i membri della famiglia stanza per stanza. Trovò per prima la bambina di 5 anni Danielle Shefi nel suo letto, che uccise. Trovò poi i suoi fratelli Eliad (4 anni) e Uriel (2 anni), che sparò e ferì, poi trovò la loro madre, Shir Shefi, che sparò e ferì.
L'aggressore si trasferì poi nella casa della famiglia Harari, dove non riuscì a entrare, quindi sparò nelle finestre.
Il secondo aggressore tentò di entrare nella casa della famiglia Eliezer bussando alla porta, ma non riuscì ad entrare ed entrò nella casa di Greenberg, dove sparò a Vladimir e Katya Greenberg nei loro letti, uccidendo la moglie e ferendo il marito.
Quando la squadra di sicurezza locale arrivò, all'inizio scambiò gli aggressori per soldati dell'IDF e li chiamò. Il soccorritore Arik Becker fu ucciso nella prima sparatoria. La polizia israeliana si unì alla squadra di sicurezza, mettendo in fuga gli aggressori. Ya'akov Katz fu ucciso da una raffica di colpi mentre gli aggressori correvano per le strade.
Gli aggressori fuggirono attraverso un buco nel recinto di sicurezza in direzione del villaggio di Tuffah. Uno degli aggressori fu successivamente ucciso dalle truppe dell'IDF.